# Barrie Ingham
Barrie Ingham (n. 10 februarie 1932, Halifax, Anglia, Regatul Unit – d. 23 ianuarie 2015, Palm Beach Gardens⁠(d), Florida, SUA) a fost un actor britanic.

## Televiziune
- Doctor Who: Creatorii de mituri (1965)
- Los Vengadores (1967)
- Randall și Hopkirk (Moartea) (1967)
- The Power Game como Garfield Kane (1969)
- Hine como Joe Hine (1971)
- Murder, She Wrote: Sing a Song of Death (1985)
- Star Trek: The Next Generation (1987-1994)

## Filme
- Dr. Who and the Daleks (1965)
- A Challenge for Robin Hood (1967)
- Chacal (1973)
- La Triangla (1981-1983)

## Filme animate
- The Great Mouse Detective ca Basil și Bartolomeu (1986)